# Ptochophyle sparsipuncta
Ptochophyle sparsipuncta är en fjärilsart som beskrevs av Pierre E.L. Viette 1970. Ptochophyle sparsipuncta ingår i släktet Ptochophyle och familjen mätare. Inga underarter finns listade.